# Veículo todo-o-terreno

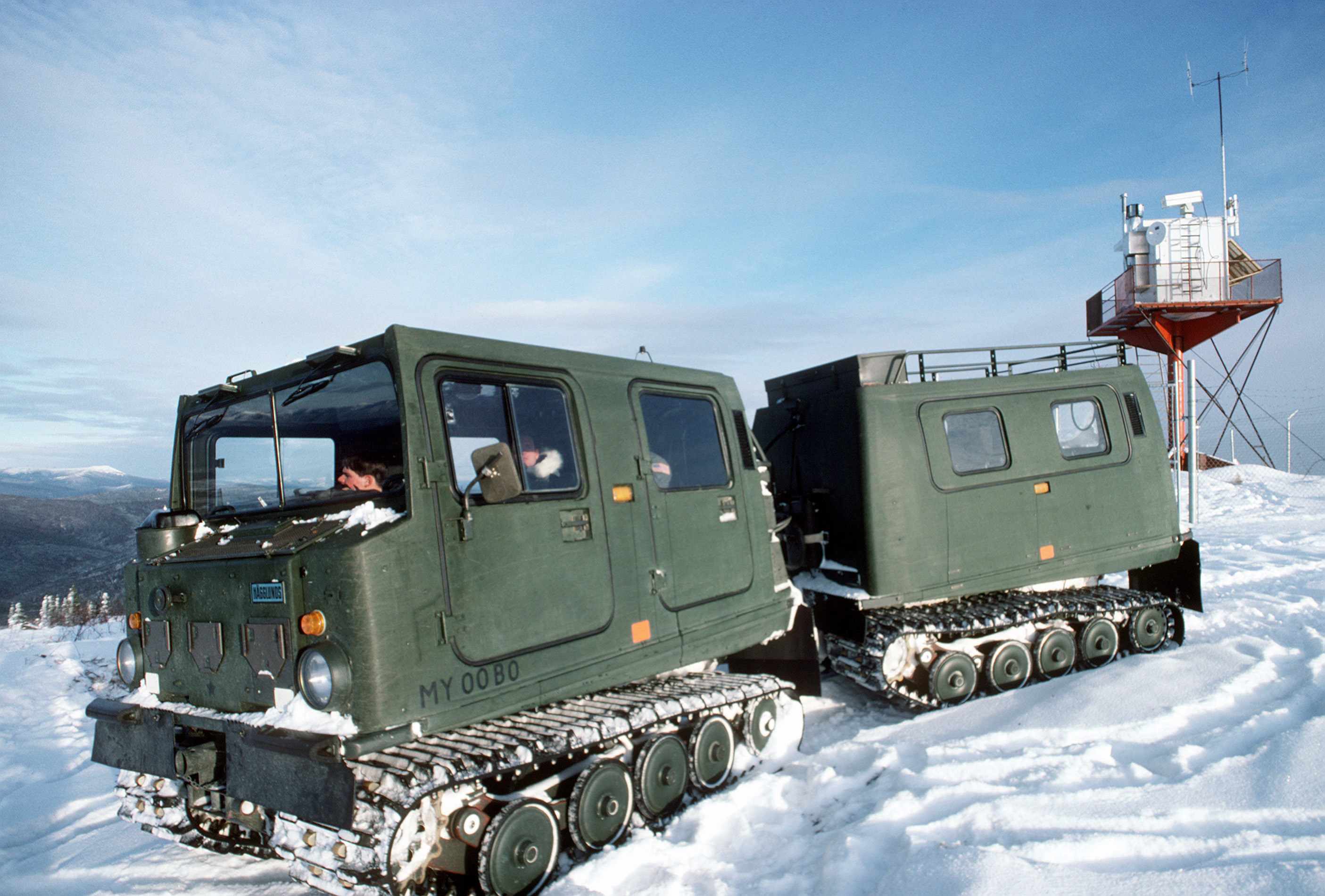
Veículo sueco Bandvagn 206.

Veículo fora-de-estrada (off-road) ou todo-o-terreno é qualquer tipo de veículo motorizado capaz de entrar e sair de uma superfície pavimentada ou de cascalho. É geralmente caracterizado por ter pneus grandes com degraus abertos e profundos, uma suspensão flexível ou mesmo lagartas. Outros veículos que não trafegam em vias públicas são geralmente chamados de veículos fora de estrada, incluindo tratores, empilhadeiras, guindastes, retroescavadeiras, escavadeiras e carrinhos de golfe.
Um dos primeiros veículos off-road modificados foi o rastro de Kégresse, um veículo convertido por Adolphe Kégresse, que projetou o original enquanto trabalhava para o czar Nicolau II da Rússia entre 1906 e 1916.